# 拉默斯冰川
68°37′S 66°10′W / 68.617°S 66.167°W
拉默斯冰川（英語：Lammers Glacier）是南極洲的冰川，位於葛拉漢地東部，流經戈德弗里高地北部，在1928年12月20日由澳大利亞探險家首次拍攝空中照片。